# 로트실트호저
로트실트호저(Coendou rothschildi)는 아메리카호저과에 속하는 설치류의 일종이다. 보통 파나마의 토착종으로 간주된다. 에콰도르 서부에서 서식하는 개체군은 로트실트호저에 속하거나 이색가시호저(Coendou bicolor)에 속한다. 분류 상태가 혼란스럽고, 로트실트호저의 생태에 대해 잘 알려져 있지 않기 때문에 국제 자연 보전 연맹(IUCN)이 이 종의 보전 상태를 "정보부족종"으로 분류하고 있다.